# Elizabeth Edwards
Pour les articles homonymes, voir Edwards.
Elizabeth Anania Edwards (3 juillet 1949 à Jacksonville en Floride aux États-Unis - 7 décembre 2010 en Caroline du Nord aux États-Unis) était une procureur américaine, épouse de l'homme politique démocrate John Edwards.

## Biographie
Mariés en 1977, ils ont quatre enfants, nés entre 1980 et 2000.
En 2008, Elizabeth Edwards apprend qu'elle était atteinte d'un cancer du sein incurable.
Elle se sépare de son mari début 2010, après que celui-ci eut admis avoir eu un enfant hors mariage.
Elle meurt des suites de son cancer le 7 décembre 2010, âgée de 61 ans.